# Paul Ludwig Ewald von Kleist
Paul Ludwig Ewald von Kleist (8 tháng 8 năm 1881 – 13 tháng 11 năm 1954) là một thống chế Đức Quốc Xã trong Thế chiến thứ hai.

## Sự nghiệp
Paul von Kleist sinh ra trong một gia đình quý tộc tại thị trấn Braunfels, tuổi trẻ ông theo học tại học viện quân sự Phổ và tốt nghiệp năm 1900. Trong Thế chiến thứ nhất ông là một trung úy kị binh và chỉ huy một trong đoàn bộ binh. Sau cuộc chiến Kleist trở thành chỉ huy kị binh Đức Quốc xã từ 1932-1935.
Kleist nghỉ hưu trong vòng 4 năm và vào tháng 8 năm 1939,ông được Hitler gọi là để chuẩn bị cho cuộc chiến ở tuổi 58.
Trong cuộc xâm lược Ba Lan, Kleist chỉ huy quân đoàn thiết giáp XXII. Tiếp theo trong trận chiến nước Pháp Kleist chỉ huy tập đoàn quân thiết giáp mang tên ông bao gồm quân đoàn xe tăng XLI và quân đoàn thiết giáp XIX, hai quân đoàn trong dự định vượt eo biển Manche tấn công nước Anh theo kế hoạch của người Đức.Trong khoảng thời gian này Kleist đã thuyết phục Guderian về một kế hoạch vượt eo biển để tấn công nước Anh ngay sau khi chiếm được Pháp nhưng chỉ huy cụm tập đoàn quân A thống chế Gerd von Rundstedt đã bác bỏ đề nghị này và người Anh đã thoát khỏi một mối nguy.
Vào tháng 4 năm 1941. Kleist chỉ huy tập đoàn quân xe tăng số 1, bao gồm các quân đoàn III, XIV, XLVIII và quân đoàn bộ binh XXIX là mũi tấn công trực tiếp vào Nam Tư và Hy Lạp. Và với tập đoàn quân này Kleist đã tham gia vào chiến dịch Barbarossa như là một phần của cụm tập đoàn quân Nam.
Năm 1942 Kleist chỉ huy một binh đoàn dù có nhiệm vụ chiếm vùng dầu mỏ quan trọng ở Kavkaz. Vào tháng 11 năm 1942 ông được chỉ định làm chỉ huy cụm tập đoàn quân A. Kleist được thăng hàm thống chế năm 1943. Ông đã có một mệnh lệnh trái với Hitler đó là để cho tập đoàn quân số 8 rút lui trước những áp lực không ngừng từ phía Đông của Hồng Quân.
Năm 1945 Kleist rơi vào tay quân đội Hoa Kỳ. Kleist được gửi tới Nam Tư năm 1946 để chứng kiến tội ác chiến tranh. Năm 1948 ông được trao trả cho Liên Xô và bị cầm tù ở đây. Ông chết trong trại Vladimir năm 1954, ông là sĩ quan cấp bậc cao nhất của Đức quốc xã chết trong các trại tù của Liên Xô.